# Médiateur des normes applicables aux collectivités territoriales

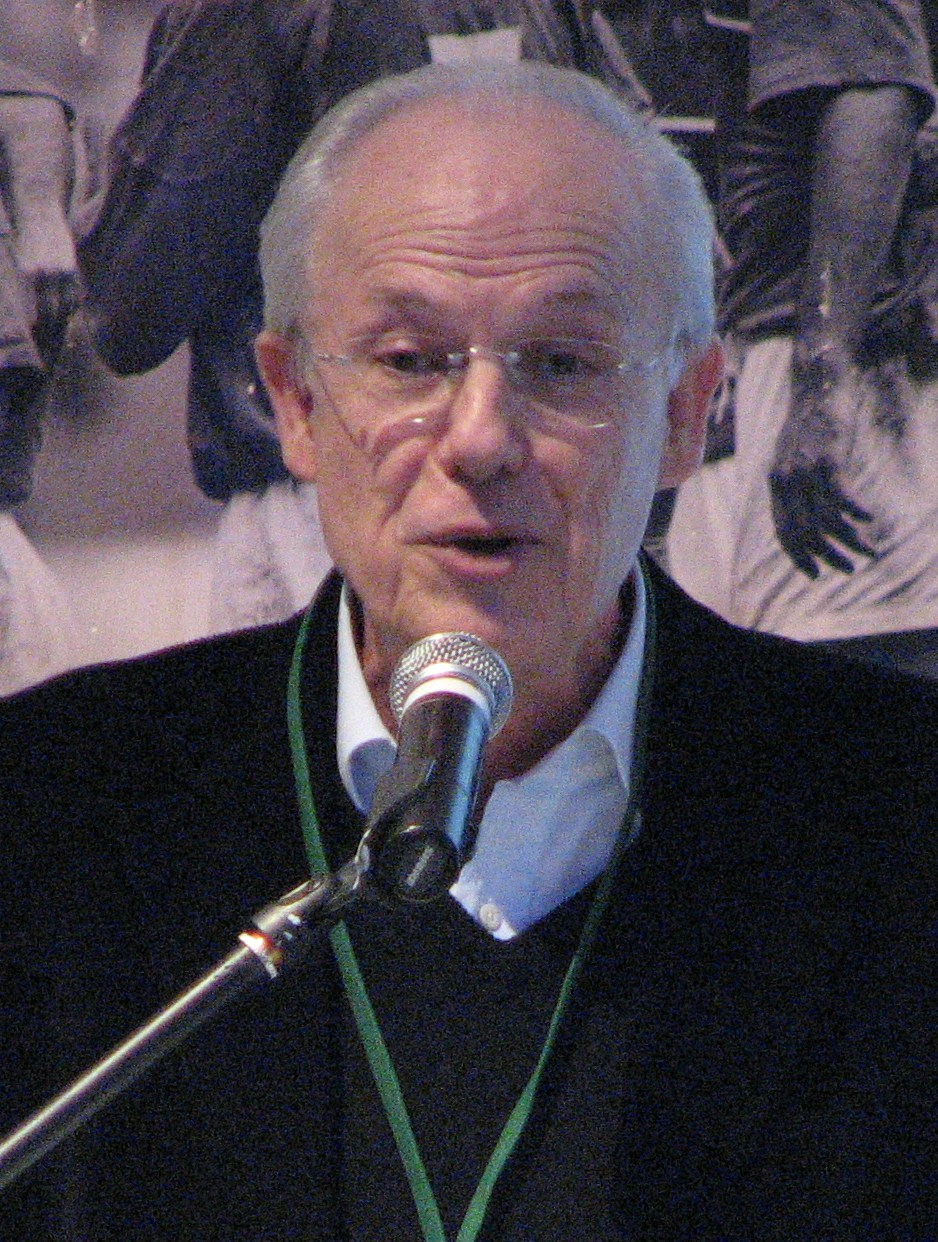
Alain Lambert a été nommé médiateur des normes applicables aux collectivités territoriales le 11 mars 2014

Le médiateur des normes applicables aux collectivités territoriales a été institué par un décret du 7 mars 2014 pour une durée d'un an auprès du Premier ministre. Les publics concernés sont les collectivités territoriales et leurs groupements ainsi que les administrations de l'État qui pourront saisir, « par l'intermédiaire du préfet de département, des difficultés rencontrées dans l'application des lois et règlements et émettre toutes recommandations et propositions utiles aux administrations concernées, qui l'informent des suites qui y sont données ». Le médiateur devra remettre au Premier ministre un rapport au sein duquel il proposera des mesures « de nature à améliorer la mise en œuvre des lois et règlements par les collectivités territoriales et leurs groupements ».

## Création
Lors du 96e Congrès des maires, qui s'est déroulé au mois de novembre 2012, le Premier ministre, Jean-Marc Ayrault, avait annoncé la création d'une mission de « médiateur des normes entre l'État et les collectivités ».

## Médiateur nommé
La mission a été confiée à Alain Lambert, président de la Commission consultative d'évaluation des normes.